# Graphiurus murinus
Graphiurus murinus este o specie de rozătoare din familia pârșilor, Gliridae. Este originară din sudul și estul Africii. Uniunea Internațională pentru Conservarea Naturii a clasificat această specie ca fiind neamenințată cu dispariția.

## Descriere
Graphiurus murinus este o specie mică, cu păr moale și mătăsos. Ochii sunt mari, obrajii albicioși și urechile rotunjite și maro. Părțile superioare ale corpului sunt de o nuanță de auriu sau de maro-cenușiu, uneori cu o nuanță arămie sau roșiatică și cu o dungă mai închisă la culoare care se întinde de-a lungul coloanei vertebrale la unele specimene. Părțile inferioare sunt de culoare gri-pală, spălate cu alb sau crem. Labele picioarelor din spate sunt de obicei albe cu o fâșie de culoare închisă. Coada stufoasă are aproximativ 85 % din lungimea capului și a corpului și are aceeași culoare ca blana de pe partea dorsală.

## Răspândire și habitat
Graphiurus murinus este originară din sudul și estul Africii, unde se găsește în Burundi, Etiopia, Kenya, Lesotho, Malawi, Mozambic, Rwanda, Africa de Sud, Tanzania, Uganda, Zambia și Zimbabwe. Se găsește într-o varietate de habitate, incluzând păduri, pajiști, savane și zone stâncoase. În unele zone, este prezentă în păduri unde sunt dominante specii din genul Combretum. Se află și în habitate degradate și secundare și uneori intră în clădiri. Este în principal o specie de pădure și apare la altitudini de 1.000–4.000 m.

## Ecologie
La fel ca și ceilalți membri ai familiei sale, acest pârș este în cea mai mare parte arboricol, dar în unele zone obișnuiește să se cațăre pe stânci. Este omnivoră. Dieta include insecte și alte nevertebrate mici, tulpini, frunze, flori, semințe și fructe. Construiește un cuib, de obicei într-o crăpătură sau o gaură dintr-un copac; alte locuri pentru cuib au inclus cuiburi abandonate de rândunele, locuințe umane, printre mușchi și alte epifite și în mijlocul unui tufiș, unde structura globulară avea o intrare laterală. În anumite condiții de temperatură și disponibilitate a hranei, acest pârș poate intra într-o stare de toropeală⁠(en)[traduceți].

## Stare de conservare
G. murinus este o specie comună și nu au fost identificate amenințări deosebite pentru aceasta. Populația sa este probabil mare, iar arealul său este larg. Uniunea Internațională pentru Conservarea Naturii a clasificat această specie ca fiind neamenințată cu dispariția.